# Блокк, Генрих Генрихович
Генрих Генрихович (Андрей Андреевич) Блокк (20 ноября (2 декабря) 1861—22 марта (4 апреля) 1906) — петербургский банкир.

## Биография
Родился в 1861 году в Санкт-Петербурге в доме, принадлежавшем римско-католической церкви Св. Екатерины (Невский проспект, 32—34). По утверждению Блокка, он был сыном знаменитого в свое время придворного каллиграфа шведского королевского двора Андрея Блокка, румынского подданного, перешедшего затем в турецкое подданство. Но в метрическом свидетельстве № 273 от 1861 года Петербургской Евангелическо-лютеранской консистории было указано, что при рождении он получил имя Генрих-Эмиль и был сыном Германа-Генриха Блокка — иудейского происхождения, который к аристократии никаким образом не принадлежал. Никаким титулом, ни отец, ни сын не обладали.
В 1878 году окончил шестиклассный курс коммерческого отделения Первого Санкт-Петербургского реального училища и поступил на службу в банкирскую контору С. В. Розенблюма (Невский проспект, 28). После краха этой конторы он перешёл приказчиком в банкирскую контору «Роберт Мантке и К°», располагавшуюся рядом (Невский проспект, 26) и которая также оказалась недолговечной.
В 1884 году Блокк решил самостоятельно привлекать капиталы населения. Первоначально работал без соответствующего разрешения: сняв квартиру из двух комнат на заднем дворе дома № 51 на Невском проспекте, он подал рекламу, в которой убеждал покупать в его банкирской конторе выигрышные билеты с «льготной рассрочкой» платежа; при этом не имел  никаких ни торговых прав, ни свидетельств. Так он проработал около полугода, пока на имя петербургского градоначальника П. А. Грессера не поступила жалоба на Блокка, а запрос о его заведении поступил приставу 1-го участка Московской части, где проживал Блокк. Избежав больших неприятностей, Блокк сразу же оформил свою контору; 5 февраля 1885 года он подал столичному градоначальнику прошение о разрешении ему иметь вывеску при банкирской конторе, приложив необходимую справку из Петербургской купеческой управы. Он также получил разрешение на издание «Вестника тиражей погашения всех обращающихся на русских биржах процентных бумаг», который регулярно дважды в месяц публиковал тиражные таблицы всех процентных бумаг, обращавшихся в России. И хотя расходы на издание «Вестника тиражей» не покрывались его реализацией, журнал способствовал расширению операций банкирской конторы, поскольку вместе с тиражными таблицами в нём размещались рекламные объявления почти исключительно банкирской конторы «Генрих Блокк». Однако относительно целесообразности публикаций в журнале рекламы банкирской конторы Блокка о продаже выигрышных билетов с рассрочкой платежей, были сомнения в канцелярии петербургского градоначальника и в Особенной канцелярия по кредитной части Министерства финансов, которая указывала, что «распространение в публике объявлений, напечатанных в означенном «Вестнике» признается Министерством финансов нежелательным». И в начале 1890 года эта реклама банкирской конторе Блокка была запрещена, когда петербургскому градоначальнику поступили сведения «о плохом положении дел конторы Блокка и могущей случиться его несостоятельности». Очень скоро, в середине октября 1890 года, этот запрет был снят.
В 1885 году после официального оформления своей деятельности Блокк открыл банкирскую контору по адресу: Невский проспект, дом № 86. С января 1888 года контора располагалась в доме № 57, с апреля 1890 года — в доме № 59, с января 1892 года — в доме № 65.
Г. Г. Блокк стал «главным лицом» на Петербургской бирже по продажам выигрышных облигаций I и II внутренних займов частным лицам, которые были главной и самой прибыльной операцией банкирской конторы. Эта банкирская операция возникла почти сразу же после эмиссии облигаций I и II внутренних выигрышных займов 1864 и 1866 гг. Одним из первых открывших подобную операцию был И. С. Блиох. Г. Г. Блокк усовершенствовал её в свою пользу; «Петербургский листок» о механизме работы банкирского дома Блокка писал: «Он берет себе выигрышные билеты от мелкой мошкары, и за её счёт играет на бирже. Выигрыш принадлежит банкиру, проигрыш — покупателю. Ново и остроумно». Банкирская контора Генриха Блокка превратилась в крупный банкирский дом сгодовым оборотом, превышавшим миллион рублей. Только в петербургской конторе работало 25 служащих. В 1899 году Блокк ходатайствовал перед Петербургской городской управой о предоставлении ему права установки на площадях и улицах для начала 20 сберегательных аппаратов по приёму мелких вкладов (до нескольких копеек) на текущий счёт; однако отклонила данное предложение. Блокк тратил огромные средства на рекламу, размещал её везде; «Петербургский листок» писал: «Кажется, нет в России человека, которому не было бы известно имя этого дельца, банкира, задававшего тон целому отделу русской биржи, по выигрышным займам. Поезжайте по любой железной дороге, выгляните в окно быстро бегущего вагона, и мимо вас мелькнет где-то в стороне близ насыпи пути плакат на шестах: „Генрих Блокк“»; однажды над Петербургом появился даже воздушный шар, под корзиной которого висел синий плакат с надписью: «Генрих Блокк».
В 1886 году Г. Г. Блокк женился на своей служащей, Александре Николаевне. До свадьбы она жила со своей малолетней дочерью Зиной в меблированной комнате в одном из доходных домов на Горсткиной улице, задолжав хозяйке за свой «пансион» 183 рубля. Через несколько лет Блокк «подарил» жене дом № 59 на Невском проспекте
В мае 1894 года Блокк купил имение Машино в Царскосельском уезде (944,5 десятин), ранее принадлежавшее штабс-капитану В. А. Костину. Затем приобрёл имение близ станции Тосно в 1000 десятин. Позже купил имение близ Пензы; купил сначала парусную яхту, затем — паровую; приобрёл конный завод с рысаками. В 1899 году он приобрёл у потомственного почётного гражданина Я. В. Лушева каменный дом на Невском проспекте, № 65 — это был трёхэтажный дом, построенный по проекту архитектора Я. Я. Фрейберга в 1833—1834 гг. Спустя три года на его месте появилось новое шестиэтажное здание по проекту архитектора Л. Л. Фуфаевского в стиле модерн с чертами поздней эклектики. Спустя год появились пышные декоративные вставки из натурального камня, на крыше были установлены две скульптуры — аллегории Правосудия и Адвокатуры. Три нижних этажа с огромными окнами-витринами предназначались для торговых и конторских помещений; сюда переехал банкирский дом «Г. Блокк», рядом с конторой владельцем была устроена квартира. Три верхних этажах были выделены под квартиры для состоятельных жильцов.
Жизнь Г. Г. Блокка закончилась 22 марта (4 апреля) 1906 года — в четверг, накануне Пасхи. В кабинете своего дома на Невском проспекте он повесился на шнуре электрической лампочки, прикреплённом к ручке несгораемого шкафа; 27 марта он был похоронен на Никольском кладбище Александро-Невской лавры, рядом со своей младшей сестрой, на заранее приобретённом им обширном земельном участке.
Дело о банкротстве в Петербургском коммерческом суде затянулось на многие годы. В 1914 году было объявлено, что кредиторы получат по 26 коп. на 1 руб. своих вложений, и возможно, в случае продажи оставшегося имущества, ещё по 10 коп. на 1 руб.